# John Cardy
John Lawrence Cardy (Inglaterra, 19 de março de 1947) é um físico teórico britânico.
Trabalha especialmente com fenômenos críticos bidimensionais e com a teoria da percolação em mecânica estatísitica com aplicação de teorias de campos conforme.
Cardy estudou na Universidade de Cambridge, onde obteve o bacharelato em 1968 e um doutorado em 1971. A partir de 1977 trabalhou na Universidade da Califórnia em Santa Bárbara. Em 1993 tornou-se professor da Universidade de Oxford, no Centro Rudolf Peierls de Física Teórica. Também trabalhou na Organização Europeia para a Pesquisa Nuclear (CERN).
Uma suposição que ele publicou em 1988 (teorema a), que generaliza o teorema c de Alexander Zamolodchikov para quatro dimensões e que é relacionado à irreversibilidade do grupo de renormalização de teorias quânticas de campo, foi provada em 2011 por Zohar Komargodski e Adam Schwimmer.
Cardy é desde 1991 fellow da Royal Society. Em 2000 recebeu a Medalha Dirac do Instituto de Física, em 2011 recebeu a Medalha Dirac do Centro Internacional de Física Teórica, juntamente com Édouard Brézin e Alexander Zamolodchikov, e em 2004 recebeu o Prêmio Lars Onsager. Em 2010 recebeu a Medalha Boltzmann. Em 1985 recebeu uma bolsa Guggenheim.

## Obras
- Scaling and renormalization in statistical physics. Cambridge University Press, 1996
- com Krzysztof Gawedzki, Gregory Falkovich: Non equilibrium statistical mechanics and turbulence. London Mathematical Society Lecturenotes, Cambridge University Press, 2008
- Conformal Invariance and Statistical Mechanics. Les Houches Lectures, Volume 49, 1988
- Editor: Finite Size Scaling. Elsevier 1988
- Cardy Conformal Invariance in Percolation, Self-Avoiding Walks and Related Problems, 2002
- Cardy Conformal field theory and statistical mechanics, Les Houches Lectures 2008
- Cardy, Pasquale Calabrese Entanglement entropy and conformal field theory, J. Phys. A, 42, 2009
- Cardy Entanglement entropy in extended quantum systems, 2007